# 斑珠母贝
斑珠母贝（学名：Pinctada maculata），又名白斑珍珠蛤，是莺蛤目莺蛤科真珠蛤属的一种。其种加词“maculata”意为“有斑点的”。

## 分佈
主要分佈於中国大陆、台湾，常栖息在珊瑚礁海域、潮间带至潮下戴浅海区，以足丝附着于岩石、珊瑚礁或贝壳上。